# Manfred Straube
Manfred Straube (* 26. Mai 1930 in Halle (Saale)) ist ein deutscher Historiker.
Nach dem 1949 abgelegten Abitur studierte Straube bis 1950 allgemeine Geschichte, Kunstgeschichte, Germanistik und Pädagogik an der Friedrich-Schiller-Universität Jena und von 1950 bis 1953 an der Ernst-Moritz-Arndt-Universität Greifswald. 1953 legte er die Diplomprüfung für Geschichte ab. Von 1954 bis 1961 arbeitete er als wissenschaftlicher Assistent am Historischen Institut der Universität in Greifswald. Im Jahr 1963 wurde er bei Johannes Schildhauer und Max Steinmetz promoviert über Die Reichsreformbestrebungen in den Jahren 1437–1439 und die Forderungen der sog. Reformation Sigismundi zur Umgestaltung des Reiches.
Von 1962 bis 1972 war Straube wissenschaftlicher Oberassistent am Pädagogischen Institut Leipzig. 1967 übernahm er die Leitung der Abteilung Deutsche Geschichte am dortigen Lehrstuhl für Geschichte. 1969 erhielt er die Facultas Docendi für deutsche Geschichte des Mittelalters und der Frühen Neuzeit. Von 1972 bis 1985 war er in Leipzig Dozent für Geschichte. Im Juli 1981 erfolgte seine Promotion B mit einer Arbeit Zum überregionalen und regionalen Warenverkehr im thüringisch-sächsischen Raum, vornehmlich in der ersten Hälfte des 16. Jahrhunderts. An der Pädagogischen Hochschule Leipzig wurde Straube 1985 ordentlicher Professor für Geschichte des Mittelalters und der Frühen Neuzeit. Nach der Überführung der Pädagogischen Hochschule in die Universität Leipzig hatte er den Lehrstuhl dort von 1992 bis 1995 inne. Zugleich vertrat er eine Professur für die Landesgeschichte Sachsen-Anhalts an der Martin-Luther-Universität Halle-Wittenberg. 1995 trat er in den Ruhestand.
Straubes Forschungsschwerpunkte sind die Handels-, Wirtschafts- und Sozialgeschichte des ausgehenden Mittelalters und der Frühen Neuzeit sowie die Geschichte der deutschen Universitäten und Hochschulen. Er war von 2004 bis 2018 Vorsitzender der Jury für die Verleihung des Ur-Krostitzer Jahresringes.

## Schriften (Auswahl)
- (Hrsg.): Wirtschaftliche Frequenzen der Leipziger Großen Märkte, Messen. Statistische Zeugnisse aus den Leipziger Stadtrechnungen 1471/72 bis 1814/15. Leipziger Universitätsverlag, Leipzig 2015.
- Geleitswesen und Warenverkehr im thüringisch-sächsischen Raum zu Beginn der Frühen Neuzeit. Böhlau, Köln 2015.
- „Hab und Güter, die mir der allmächtige Gott gnädiglich bescheret hat ...“ Das Testament des Leipziger Kaufmanns Heinrich Scherl (1475–1548). Passage-Verlag, Leipzig 2006.
- Über Zünfte und Zunfthandwerker. Zur Geschichte der Töpfer/Ofenbauer-, Klempner- und Kupferschmiedehandwerke in Mitteldeutschland von Anbeginn bis 1780. Gentner, Stuttgart 2004.